# Vandenboschia speciosa

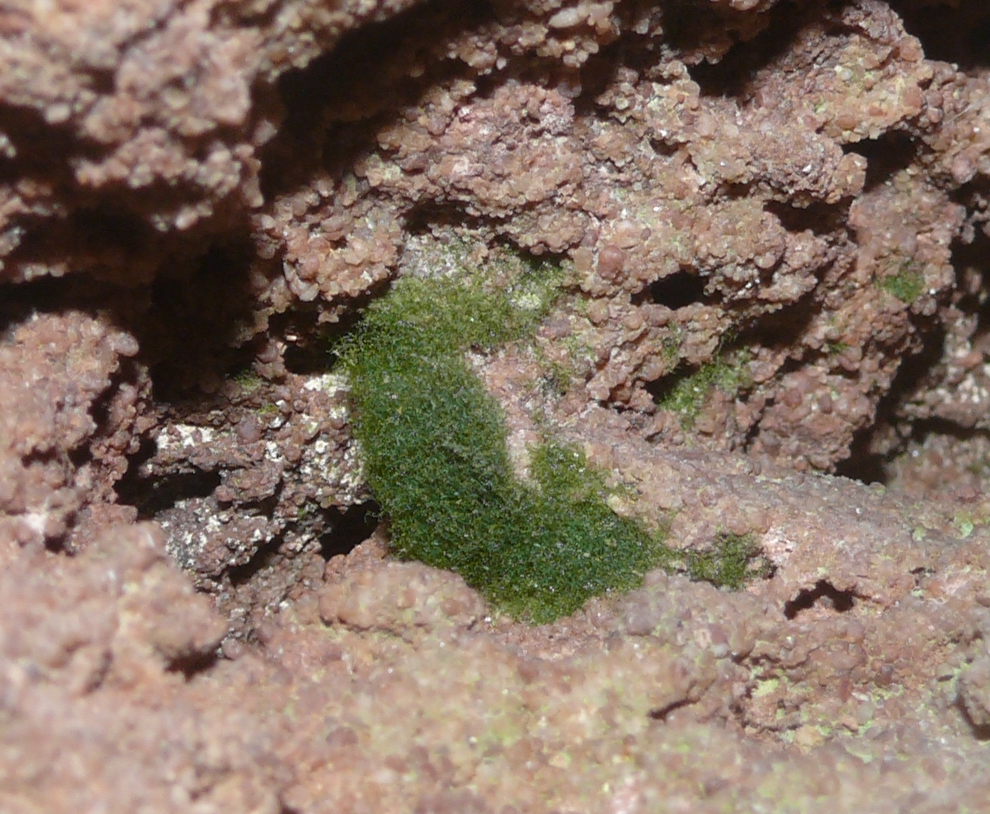
Gametófitos numa fenda de rocha.

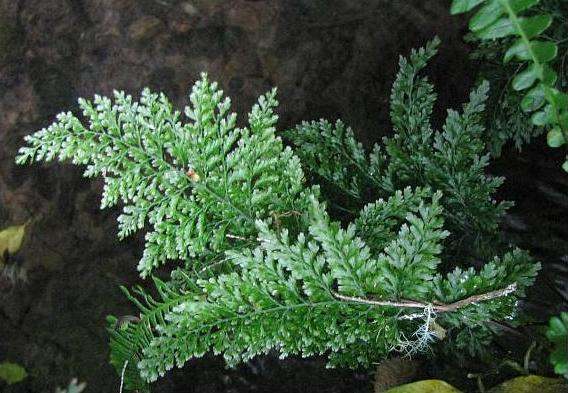
Esporófitos.

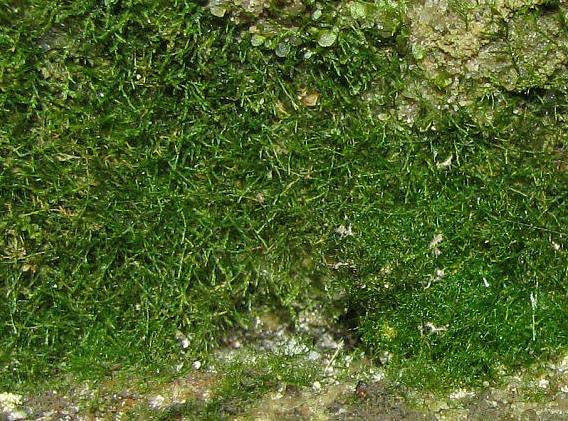
Gametófitos.

Vandenboschia speciosa, também conhecida como feto-frisado, é uma espécie de pteridófitos do género Vandenboschia da família de Hymenophyllaceae. Ocorre em todas as ilhas dos Açores, com excepção da ilha de Santa Maria. Surge também na ilha da Madeira e em quase toda a Europa Ocidental.

## Descrição

### Ciclo de vida
Como é típico dos fetos, no decurso da alternância de gerações, o ciclo de vida consiste sucessivamente de uma geração haploide de reprodução sexuada, denominada gametófito, e de uma geração diploide, denominada esporófito, que se reproduz assexuadamente através de esporos, sendo o esporófito, como é típico de todas as plantas superiores, maior e morfologicamente mais diferenciado. O que é invulgar e único nas espécies de fetos europeus é o facto de o gametófito, para além da reprodução sexual, poder também reproduzir-se assexuadamente através de gemulação com produção dos chamadas "corpúsculos de cria". Neste caso, um gametófito é diretamente seguido por outro gametófito.
Uma vez que os gametófitos e os esporófitos também diferem nas suas exigências ecológicas, existem regiões da área de distribuição natural onde apenas ocorrem gametófitos, sem nunca formarem as frondes típicas dos fetos (da geração dos esporófitos). Na Europa, estas regiões podem estar a centenas de quilómetros de distância das ocorrências com esporófitos. A área de distribuição do gametófito é, portanto, muito maior no caso desta espécie do que aquela em que também se formam esporófitos.

### Morfologia
Gametófito
O gametófito de Vandenboschia speciosa cresce como um conjunto de células que formam filamentos ramificados, em forma de feltro, tapete ou almofada. As células individuais têm cerca de 150 a 300 micrómetros de comprimento e 40 a 55 micrómetros de largura. São de cor verde quando frescas, mas adquirem uma cor azul-esverdeada quando secam. Podem variar entre filamentos simples, frequentemente entre espécimes de musgos, e tapetes com vários metros quadrados de dimensão.
As almofadas são bastante estáveis e têm a consistência de lã quando tocadas. Distinguem-se dos musgos por este facto e pelos filamentos mais espessos de protonemas. Estão ancoradas ao substrato por rizóides de cor castanha. Os gémeos de filamentos curtos, constituídos por algumas células, estão agrupados em tufos em estruturas especiais denominadas gemíferos. Na Europa, podem ser facilmente distinguidos dos gametófitos de outros fetos pela sua forma de crescimento filamentoso.
As gemas, constituídas por poucas células enroladas, estão agrupados em tufos em estruturas especiais chamadas corpos gemíferos. Na Europa, podem ser facilmente distinguidos dos gametófitos de outros fetos pela sua forma de crescimento filamentoso.
Esporófito
O esporófito de Vandenboschia speciosa cresce como uma planta herbácea perene e atinge até 45 centímetros de altura. As frondes nascem individualmente de longos e finos rebentos rastejantes (rizomas) que se propagam na superfície do substrato e são cobertos por escamas de cor preta, em forma de pelo. Os rizomas atingem um diâmetro de cerca de 2 a 4 milímetros e ramificam-se frequentemente, de modo a que se possam desenvolver colónias extensas de frondes individuais. As frondes do são de crescimento lento e sempre verdes; as frondes estéreis podem viver vários anos.
As frondes individuais atingem de 10 a 20 a 45 centímetros de altura, a sua lâmina foliar é triangular-ovada a ovado-lanceolada (tais formas estreitas foram descritas na Irlanda como a variedade andrewsii Newm.), cerca de dois terços mais longa a tão longa quanto o seu caule, que é alado pelo menos na parte superior. A lâmina foliar é finamente enrolada, com duas a três (até quatro) divisões pinadas, com pontas rombas (raramente pontiagudas). A lâmina foliar propriamente dita é muito fina (apenas uma camada de células de espessura) e translúcida. A pinação é simétrica e não assimétrica como no género Hymenophyllum. A venação conspícua estende-se até à ponta dos lóbulos individuais e das pinas.
Os esporângios situam-se na margem da lâmina, em soros em forma de taça ou tubulares, num eixo central em forma de cerda que se projecta em forma de cabelo a partir do indúsio de dois lábios. Estes pêlos, ou cerdas, ainda são claramente reconhecíveis em soros mais antigos.
O número cromossómico é 2n = 144.

### Distribuição e habitat
A área de distribuição natural em que foram registados esporófitos de Vandenboschia speciosa restringe-se aos arquipélagos da Macaronésia e a algumas ocorrências relíquia na região costeira da Europa Atlântica, abrangendo as ilhas de Cabo Verde, os Açores, as Canárias, a Madeira, o sul, oeste e noroeste da Península Ibérica (com ocorrência mais a sul nos Montes Aljibe, imediatamente a norte de Gibraltar), o País Basco e o Maciço Armoricano no oeste de França, a Irlanda (especialmente o sudoeste da ilha, no County Kerry) e alguns postos avançados isolados no oeste da Grã-Bretanha e da Itália. Dentro desta área, a espécie está maioritariamente restrita a alguns locais especiais e é rara em todo o lado, pelo que é contada entre as espécies de fetos europeus mais raras.
Pela primeira vez, em 1992, no Maciço Central francês, descobriu-se, surpreendentemente, que o gametófito de Vandenboschia speciosa é muito mais difundido e, em particular, ocorre muito a leste na Europa. Quando os botânicos iniciaram uma pesquisa direccionada, a espécie foi encontrada já em 1993 nas montanhas Vosges, no Luxemburgo e no sul do Palatinado, na Alemanha. Mais tarde foi encontrado mais a leste, por exemplo nas montanhas de arenito do Elba (tanto no lado alemão como no checo). As localidades conhecidas mais a leste são dois sítios encontrados em 2002 nos Sudetas, no extremo oeste da Polónia. O gametófito é também mais comum na área de distribuição dos esporófitos, ocorrendo, por exemplo, em Itália, da Ligúria à Toscânia, e mais amplamente na Grã-Bretanha, até ao leste da Escócia.
Na Alemanha, os gametófitos foram encontrados até 1998 na Floresta do Palatinado, no Eifel, no Bergisches Land (Teufelsklippen perto de Solingen), no norte da Floresta Negra, no Spessart, nas Montanhas de Arenito do Elba e nas Montanhas Zittau, sempre em rochas de arenito, quase todas elas do tipo Buntsandstein. Desde então, foram descobertas várias outras ocorrências, por exemplo, no sul da Baixa Saxónia (Reinhäuser Wald) ou no Odenwald, Taunus, Burgwald e Werraland do Hessen. Um mapa de distribuição para a Alemanha (a partir de 2013) está disponível na base dados taxonómicos Floraweb. Com exceção de alguns exemplares minúsculos (com alguns milímetros de comprimento) encontrados em florestas do Palatinado, nunca foram registados esporófitos na Alemanha.
Vandenboschia speciosa cresce em locais rochosos sobre rochas ácidas (raramente neutras), muitas vezes arenitos, em locais húmidos e sombrios, muitas vezes na área de entrada de grutas ou saliências de rocha ou na zona de salpicos de cascatas, muitas vezes em áreas escuras e pouco iluminadas, geralmente dentro de áreas arborizadas.
Na Andaluzia atinge altitudes de 500 a 700 metros acima do nível do mar. Está ausente em locais expostos com influência do vento e em substratos de calcário. Apenas na Macaronésia existem também ocorrências semi-epífitas em troncos de árvores musgosas.

## Estatuto de conservação
Vandenboschia speciosa é uma espécie de interesse comunitário de acordo com o anexo II e o anexo IV da Diretiva 92/43/CEE (habitats) da União Europeia e consta do anexo I da Convenção sobre a Vida Selvagem e os Habitats Naturais na Europa (Convenção de Berna). Isto significa que os Estados-Membros da UE devem designar zonas de proteção especial para a espécie como parte da rede de áreas protegidas Natura 2000, mas todas as ocorrências fora das zonas protegidas estão também sujeitas ao estatuto de proteção especial da espécie.
De acordo com a avaliação da IUCN, Vandenboschia speciosa foi classificada como LC  ("least concern" ou "espécie pouco preocupante") em 2017, mas chama-se a atenção para as ameaças devido aos requisitos especiais de habitat e ao crescimento lento, pelo que o desenvolvimento da população deve ser examinado mais detalhadamente. Os factores de ameaça citados incluem influências da silvicultura, actividades de lazer (por exemplo, escalada), mas também a recolha por botânicos e entusiastas de plantas.
No século XIX, durante a Idade Vitoriana, a Vandenboschia speciosa era muito procurado em Inglaterra devido à sua raridade nas colecções e estufas de ingleses ricos, e a sua posse era considerada um símbolo de estatuto. A maioria dos depósitos ingleses foram, portanto, pilhados para o comércio de plantas durante este período.

## Taxonomia
A primeira publicação foi feita em 1810 sob o nome (basiónimo) Trichomanes speciosum por Carl Ludwig Willdenow. As primeiras descobertas, por Richard Richardson em Yorkshire, Inglaterra, datam de 1724, mas ainda eram erroneamente atribuídas ao Trichomanes radicans (um sinónimo de Vandenboschia radicans).
Estudos genéticos demonstraram que o género rico em espécies Trichomanes, que inclui mais de 250 espécies, é polifilético na delimitação tradicional e que este grupo de parentesco deve ser reorganizado. A espécie Vandenboschia speciosa pertence a um clado que Ebihara et al. 2006 considera como um género independente Vandenboschia Copeland. Este foi tradicionalmente considerado, num âmbito ligeiramente diferente, como um subgénero de Trichomanes. Dentro do género, pertence, com cerca de 15 outras espécies, ao subgénero Vandenboschia s. str. Em 2006 a espécie foi transferida como Vandenboschia speciosa (Willd.) G.Kunkel para o género Vandenboschia Copeland Isto foi confirmado, por exemplo, por Kadereit et al. em 2016.
A nova combinação para Vandenboschia speciosa (Willd.) G.Kunkel já tinha sido publicada em 1966 por Günther W. H. Kunkel em Ber. Switzerland. Bot. Ges. Vol. 76, p. 48.